# Sierra del Corredor
La sierra del Corredor (serra del Corredor en catalán) es un sector de la cordillera Litoral catalana, entre el Maresme y el Vallés Oriental. Muy cerca de su cima (642,2 m.), se encuentra el santuario del Corredor, y junto con el Montnegre forma el parque natural del Montnegre y el Corredor.